# Burleson (Texas)
Burleson város az USA Texas államában, Johnson és Tarrant megyében. Lakosainak száma 47 641 fő (2020. április 1.).

## Népesség
A település népességének változása:

| 2010 | 36 690 |
| 2020 | 47 641 |